# 首次演講
首次演講（英語：Maiden speech，直譯處女演講）是新當選或任命的立法機關或議會成員所發表的首次重要演講。
各國關於首講各有傳統。在許多西敏制的政府中有一項慣例，即首次演講的爭議性應當相對小，通常含括對政治家本人的信仰和背景作概括性陳述，而非對當下的話題發表黨派性的評論。
但這項慣例並非總受遵循。例如寶琳·韓森1996年在澳大利亞眾議院的首講、Fraser Anning2018年在澳大利亞參議院的首講，以及理查·尼克森1947年在美國眾議院的首講，都未遵循這項傳統。柴契爾夫人1959年在下議院的首講則成功引入了後來成為《1960公共機構（准入）法》的法案。
另有一些國家，如荷蘭，慣例更為嚴格，即首講不應被打斷或插嘴，也不應被後續的發言者攻擊或駁斥。英國下議院還有另一項慣例：議員在首講中致敬其議席的前任議員。
一些國家，如是澳大利亞，不再將政治家的首講正式稱為“處女演講”，而僅稱之為“首次”演講。澳洲議會網站和議會記錄都已不再使用「處女」一詞，但在日常口語交流中仍很常見。

## 英國下議院
大選後的首講如下所列：
| 選舉 | 日期             | 姓名              | 黨派                    | 辯論記錄 |
| ---- | ---------------- | ----------------- | ----------------------- | -------- |
| 2010 | 25 May 2010      | 理查·哈林頓       | 保守黨 (英國)           | [ 5 ]    |
| 2015 | 27 May 2015      | 布倫丹·奧哈拉     | 蘇格蘭民族黨            | [ 6 ]    |
| 2017 | 21 June 2017     | 維琪·福特         | 保守黨 (英國)           | [ 7 ]    |
| 2019 | 19 December 2019 | 科拉姆·伊斯特伍德 | 社會民主工黨 (北愛爾蘭) | [ 8 ]    |
| 2024 | 17 July 2024     | Kirith Entwistle  | 工黨 (英國)             | [ 9 ]    |